# Néstor Contreras
Néstor Rubén Contreras Palma (Santiago del Cile, 26 febbraio 1979) è un ex calciatore cileno, di ruolo centrocampista.